# Coelaenomenodera abnormis
Coelaenomenodera abnormis es un coleóptero de la familia Chrysomelidae.
Fue descrita científicamente en 1897 por Fairmaire.